# Zapotitlán de Vadillo
Zapotitlán de Vadillo é um município do estado de Jalisco, no México.
Em 2005, o município possuía um total de 6.345 habitantes.